# Đurđevac (gmina Mionica)
Đurđevac (cyr. Ђурђевац) – wieś w Serbii, w okręgu kolubarskim, w gminie Mionica. W 2011 roku liczyła 216 mieszkańców.